# Xiphonectes
Genre
Synonymes
- Portunus (Xiphonectes) A. Milne-Edwards, 1873[1]

Xiphonectes est un genre de crabes marins de la famille des Portunidae (les crabes « nageurs »). 

## Liste des espèces
Selon World Register of Marine Species (13 septembre 2021) :
- Xiphonectes aculeatus Koch & Ďuriš, 2019
- Xiphonectes alcocki (Nobili, 1906)
- Xiphonectes andersoni (de Man, 1887 (in de Man, 1887-1888))
- Xiphonectes arabicus (Nobili, 1905)
- Xiphonectes bidens (Laurie, 1906)
- Xiphonectes brockii (de Man, 1888 (in de Man, 1887-1888))
- Xiphonectes dayawanensis (H.-L. Chen, 1986)
- Xiphonectes gracillimus (Stimpson, 1858)
- Xiphonectes guinotae (Stephenson & Rees, 1961)
- Xiphonectes hainanensis (H.-L. Chen, 1986)
- Xiphonectes hastatoides (Fabricius, 1798)
- Xiphonectes iranjae (Crosnier, 1962)
- Xiphonectes latibrachium (Rathbun, 1906)
- Xiphonectes longispinosus (Dana, 1852)
- Xiphonectes macrophthalmus (Rathbun, 1906)
- Xiphonectes mariei (Guinot, 1957)
- Xiphonectes paralatibrachium (Crosnier, 2002)
- Xiphonectes pseudohastatoides (S.-L. Yang & B.-P. Tang, 2006)
- Xiphonectes pseudotenuipes (Spiridonov, 1999)
- Xiphonectes pulchricristatus (Gordon, 1931)
- Xiphonectes rugosus (A. Milne-Edwards, 1861)
- Xiphonectes spiniferus (Stephenson & Rees, 1967)
- Xiphonectes spinipes (Miers, 1886)
- Xiphonectes stephensoni (Moosa, 1981)
- Xiphonectes tenuicaudatus (Stephenson, 1961)
- Xiphonectes tenuipes (De Haan, 1835 (in De Haan, 1833-1850))
- Xiphonectes tridentatus (S.L. Yang, Dai & Y.Z. Song, 1979)
- Xiphonectes trilobatus (Stephenson, 1972)
- Xiphonectes tuberculosus (A. Milne-Edwards, 1861)
- Xiphonectes tuerkayi Spiridonov, 2016
- Xiphonectes tweediei (Shen, 1937)

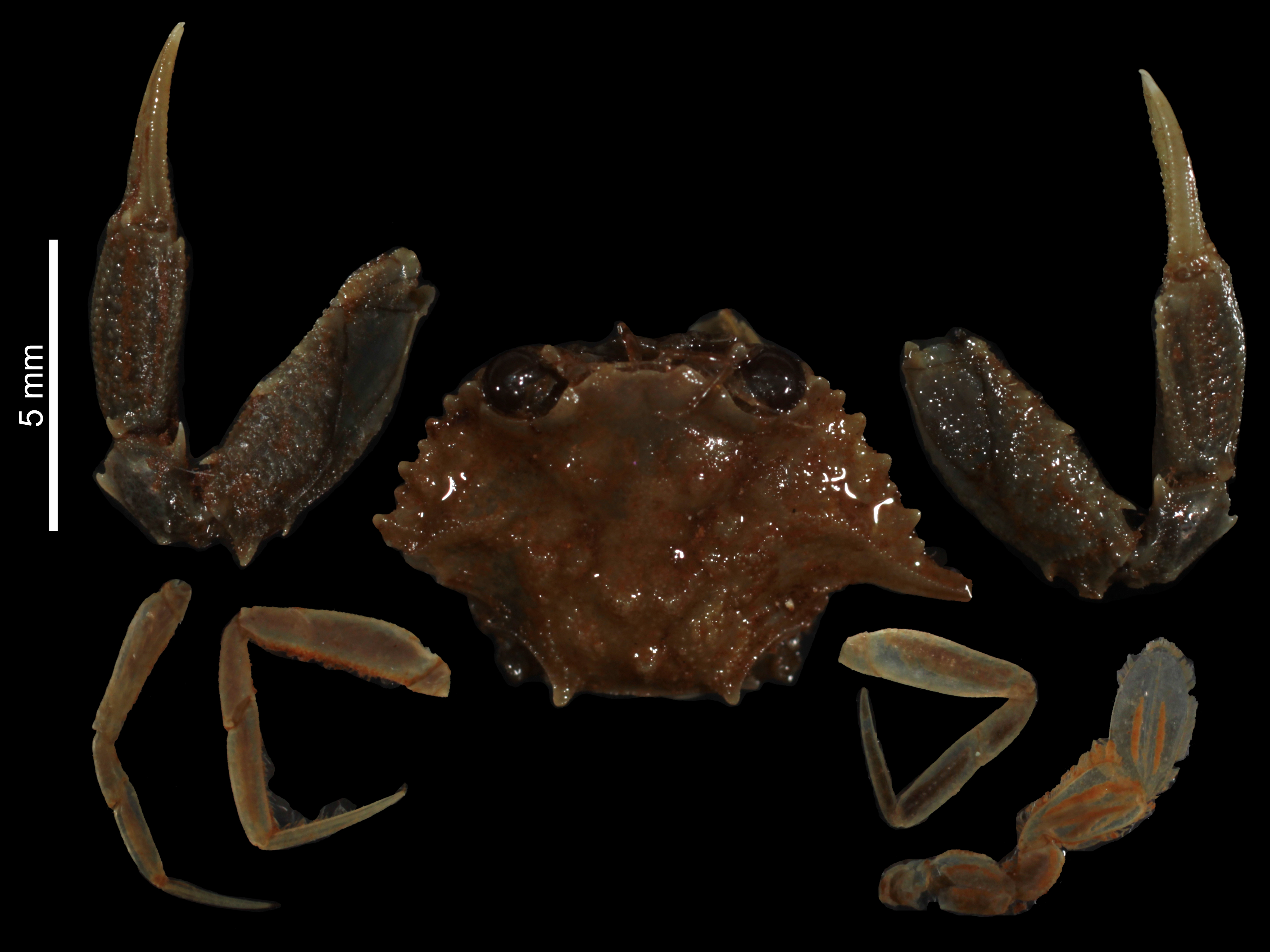
Xiphonectes alcocki.
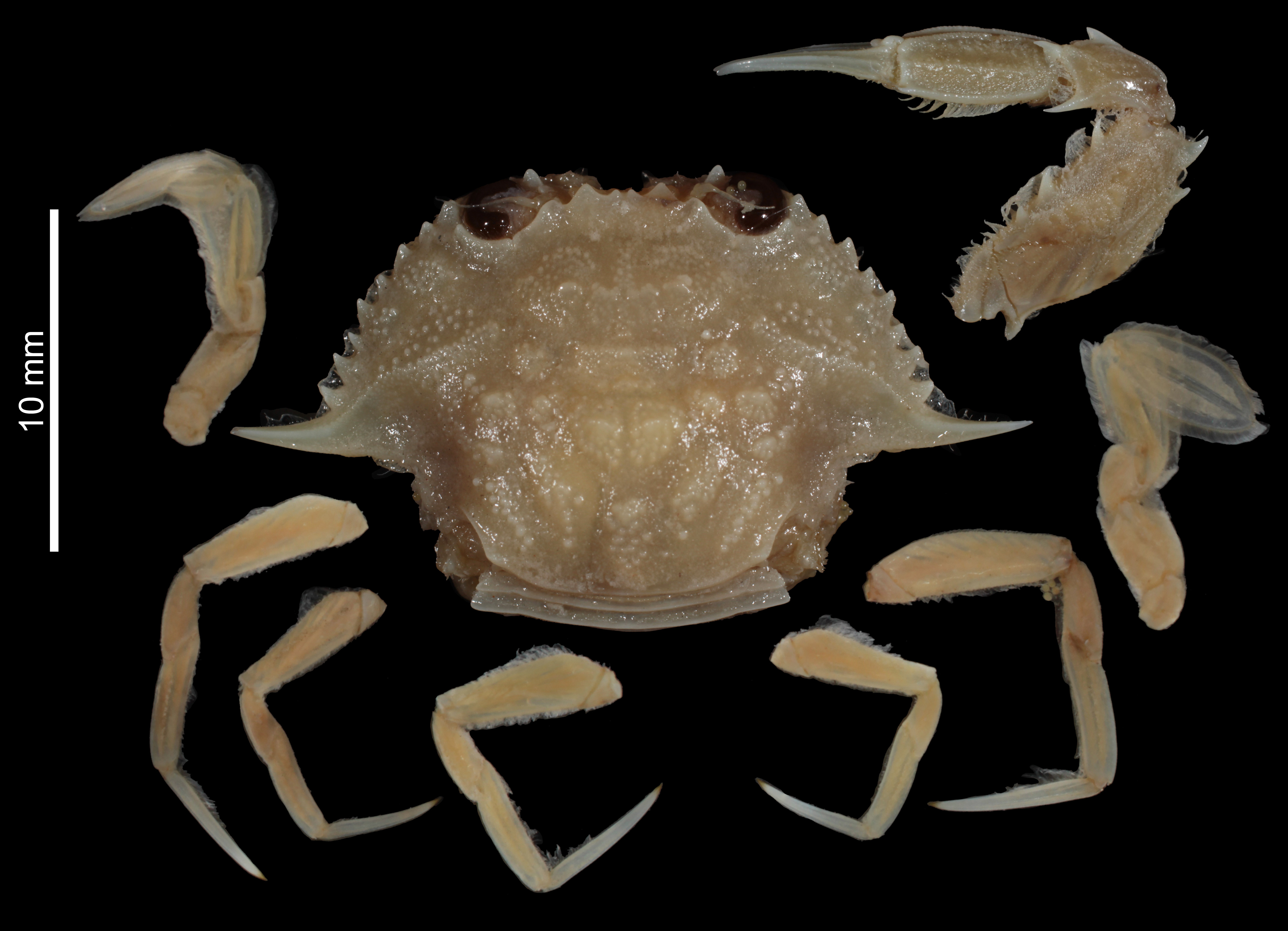
Xiphonectes arabicus.
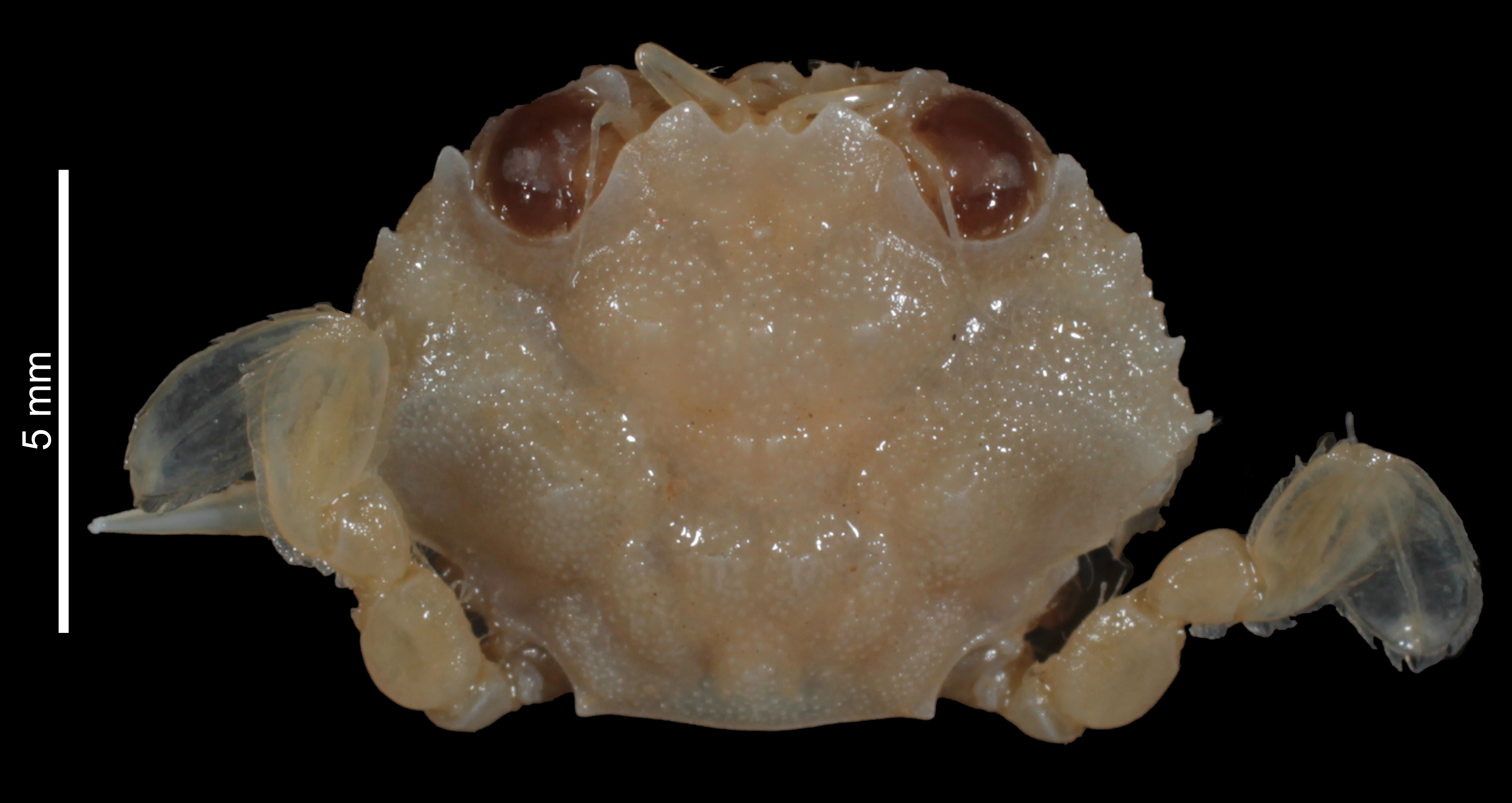
Xiphonectes guinotae.
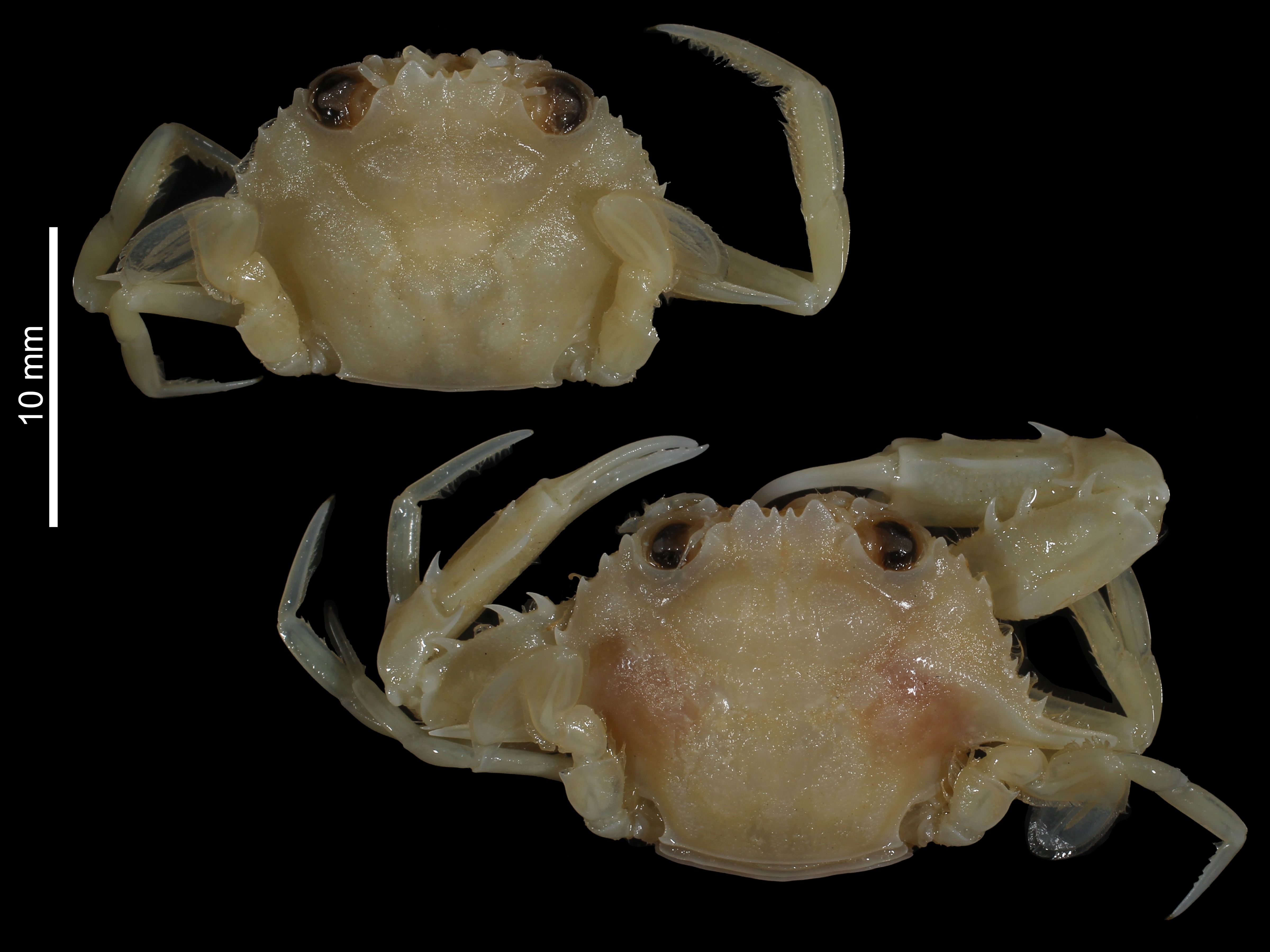
Xiphonectes iranjae.
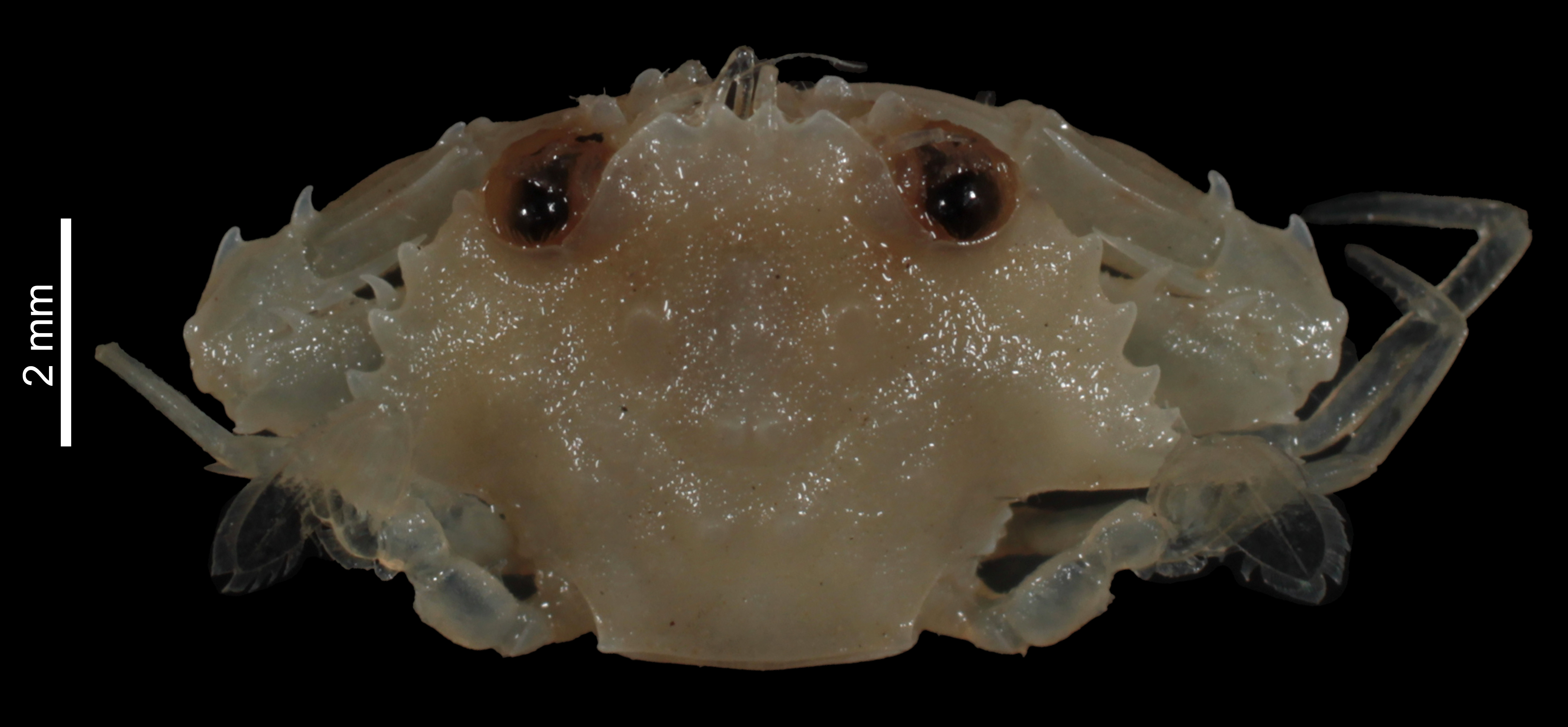
Xiphonectes paralatibrachium.
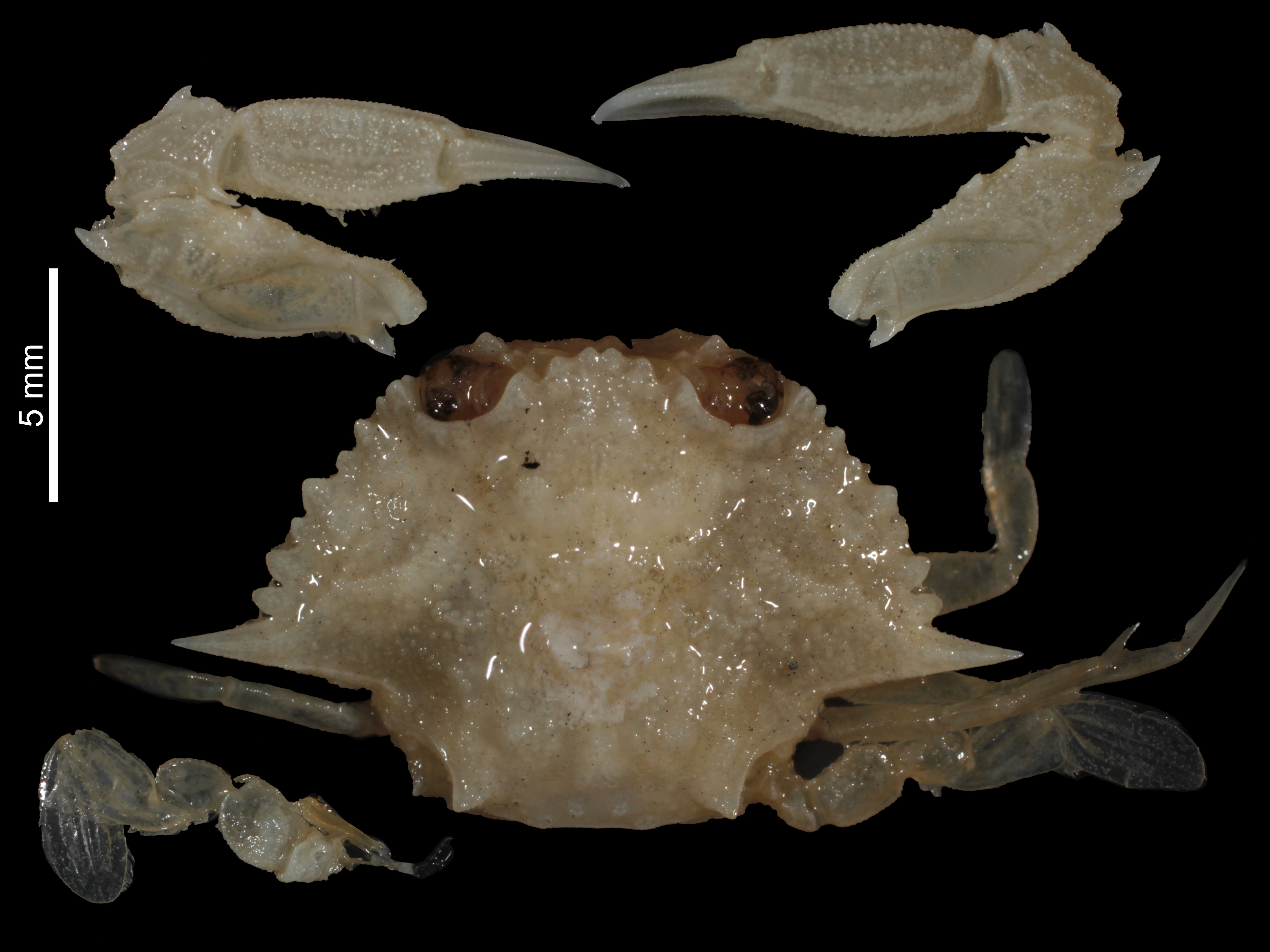
Xiphonectes tuberculosus.